# Микарић
Ретко презиме Микарић потиче из Шекулара. Основа презимена потиче од Мика Мартиновића, из Баица код Цетиња, и има их свуда по Србији, али су то исти они старином из Шекулара (погледајте „Шекулар у народној причи и традицији“ од Радуновића и „Историју Старе Црне Горе“ од Ердељановића).
Микарићи су као и Мартиновићи, потомци сина Орловића Павла кога је он склонио у Смедерево, а који је потом избегао у Заграч-Херцеговина, где је имао 5 синова од којих је један Неноје од кога воде порекло Мартиновићи, а потом и Микарићи. Неноје се доселио у Баице код Цетиња, а део његових потомака у Шекулар, када су због крвне освете Васојевића, променили презиме у Микарић, и потом отишли у Бело Поље код Пећи, па потом у Богуновац код Лесковца-Лебана, а отуд се развејали по читавој Србији па и целом свету.
Данас их има на разним странама и континентима од Србије преко Аустрије и Француске, па све до Канаде, Аустралије и Америке.
Микарићи славе крсну славу Свети Јован Крститељ (зимски) - 20. јануара, као и Мартиновићи и то је тако од памтивека.